# Judy Geeson
Judith Amanda Geeson, detta Judy (Arundel, 10 settembre 1948), è un'attrice britannica.
Dal 1985 al 1989 è stata sposata con l'attore e regista Kristoffer Tabori.

## Filmografia parziale

### Cinema
- Wings of Mystery, regia di Gilbert Gunn (1963)
- Il cerchio di sangue (Berserk!), regia di Jim O'Connolly (1967)
- La scuola della violenza (To Sir, with Love), regia di James Clavell (1967)
- Girando intorno al cespuglio di more (Here We Go Roun the Mulberry Bush), regia di Clive Donner (1968)
- Trafficanti del piacere (Hammerhead), regia di David Miller (1968)
- Prudenza e la pillola (Prudence and the Pill), regia di Fielder Cook (1968)
- In 2 sì, in 3 no (Three Into Two Won't Go), regia di Peter Hall (1969)
- Agente 007 - Al servizio segreto di Sua Maestà (On Her Majesty's Secret Service), regia di Peter R. Hunt (1969) - non accreditata
- L'esecutore (The Executioner), regia di Sam Wanamaker (1970)
- Sul tuo corpo, adorabile sorella (Goodbye Gemini), regia di Alan Gibson (1970)
- L'assassino di Rillington Place n. 10 (10 Rillington Place), regia di Richard Fleischer (1971)
- Doomwatch - I mostri del 2001 (Doomwatch), regia di Peter Sasdy (1972)
- Paura nella notte (Fear in the Night), regia di Jimmy Sangster (1972)
- Ma il tuo funziona... o no? (Percy's Progress), regia di Ralph Thomas (1974)
- La Vanessa dalle ali bruciate (Hændeligt uheld), regia di Erik Balling (1974)
- Ispettore Brannigan, la morte segue la tua ombra (Brannigan), regia di Douglas Hickox (1975)
- Jolly driver (Adventures of a Taxi Driver), regia di Stanley A. Long (1976)
- Caserma a due piazze (Carry on England), regia di Gerald Thomas (1976)
- La notte dell'aquila (The Eagle Has Landed), regia di John Sturges (1976)
- Dominique, regia di Michael Anderson (1980)
- Inseminoid - Un tempo nel futuro (Inseminoid), regia di Norman J. Warren (1981)
- I cani della peste (The Plague Dogs), regia di Martin Rosen (1982) - voce
- Il Duca (The Duke), regia di Philip Spink (1999)
- Everything Put Together (Tutto sommato) (Everything Put Together), regia di Marc Forster (2000)
- Spanish Fly, regia di Will Wallace (2003)
- Le streghe di Salem (The Lords of Salem), regia di Rob Zombie (2012)
- 31, regia di Rob Zombie (2016)

### Televisione
- Emergency-Ward 10 – serie TV, 3 episodi (1962)
- The Newcomers – soap opera, 90 puntate (1965)
- Gioco pericoloso (Danger Man) – serie TV, 1 episodio (1965)
- Agente segreto (Man in a Suitcase) – serie TV, 1 episodio (1966)
- Diagnosi: morte (Diagnosis: Murder), regia di Sidney Hayers – film TV (1974)
- Play of the Month – serie TV (1972-1974)
- Spazio 1999 (Space: 1999) – serie TV, episodio 1x06 (1976)
- Poldark – serie TV, 19 episodi (1975-1977)
- Medusa (Star Maidens) – serie TV, 8 episodi (1976)
- Il ritorno di Simon Templar (Return of the Saint) – serie TV, 1 episodio (1978)
- Danger UXB – serie TV, 9 episodi (1979)
- La signora in giallo (Murder, She Wrote) – serie TV, episodi 1x14-2x16 (1985-1986)
- A-Team (The A-Team) – serie TV, 1 episodio (1986)
- Hotel – serie TV, 1 episodio (1986)
- MacGyver – serie TV, 3 episodi (1988-1989)
- Innamorati pazzi (Mad About You) – serie TV, 32 episodi (1992-1999)
- Star Trek: Voyager – serie TV, episodi 1x06-2x06 (1995)
- NewsRadio – serie TV, 1 episodio (1998)
- Il tocco di un angelo (Touched by an Angel) – serie TV, 1 episodio (2000)
- Streghe (Charmed) – serie TV, 1 episodio (2000)
- Una mamma per amica (Gilmore Girls) – serie TV, 3 episodi (2000-2001)

## Doppiatrici italiane
- Vittoria Febbi in Ispettore Brannigan, la morte segue la tua ombra
- Serena Verdirosi in Le streghe di Salem
- Lorenza Biella in 31